# 瓶首

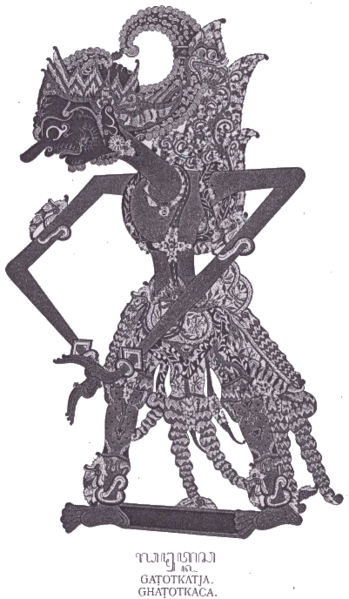
印尼哇揚皮影偶戲中的瓶首形象

瓶首（拉丁字母轉寫：Ghatotkacha），摩訶婆羅多人物。他是怖軍和女羅剎希丁妣（Hidimbi）之子，為一半羅剎血統猛將。他身形極為龐大，皮膚黝黑、力大無窮，手持巨大的尖刺戰錘Shishpar，並擁有羅剎族的恐怖能力，會使用隱形、凌空飛行、變化形體大小等能力。他與母親在森林中長大，後娶了蛇女阿悉羅伐底（Ahilawati）為妻，兩人育有一子波跋利迦。
俱盧大戰中，他率領一部分羅剎大軍夜襲俱盧族，立下赫赫戰功，最後被敵將迦爾納以雷霆神槍Vasavi Shakti擊斃。

## 圖集

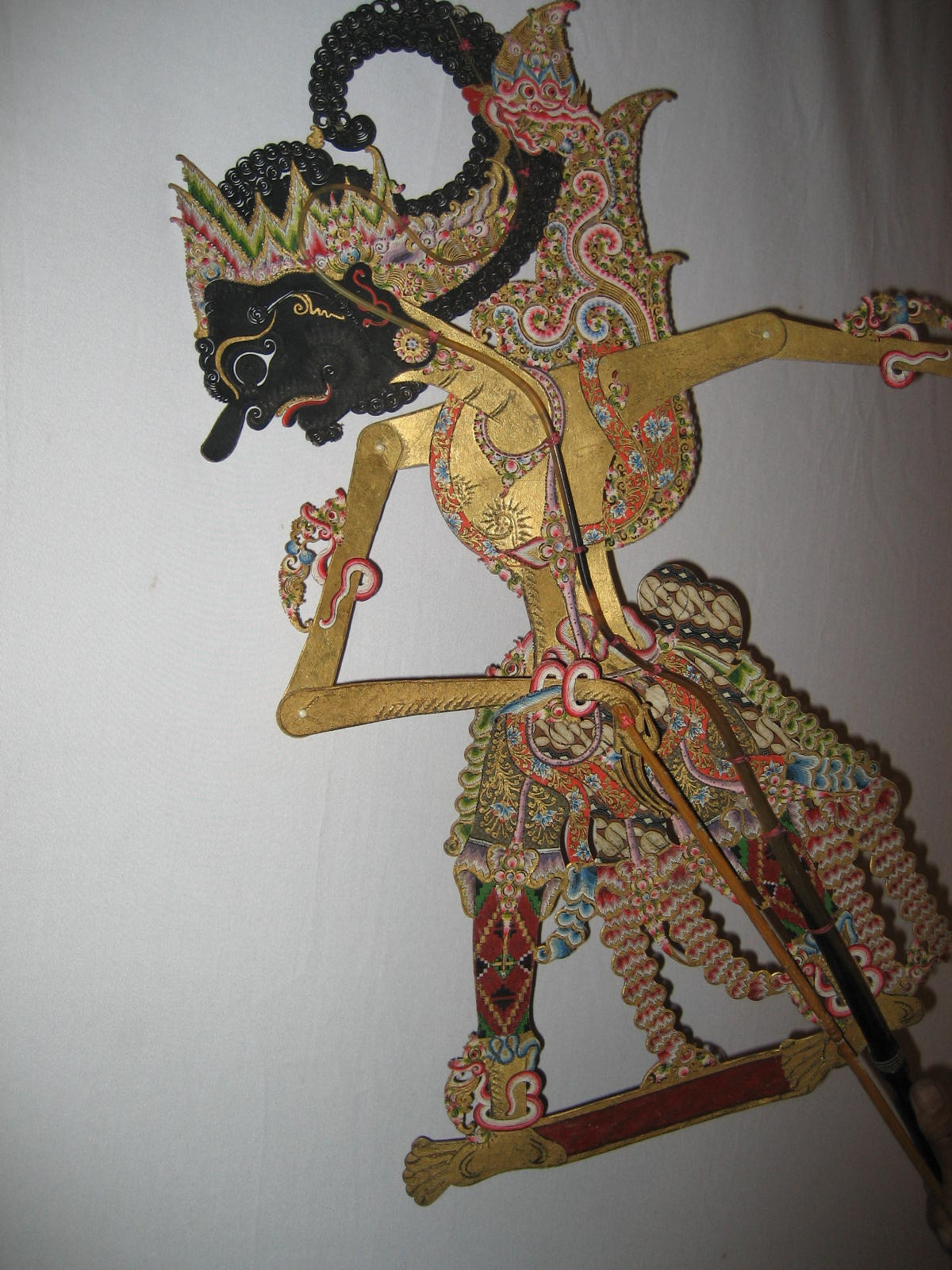
哇揚皮影偶戲中的瓶首形象
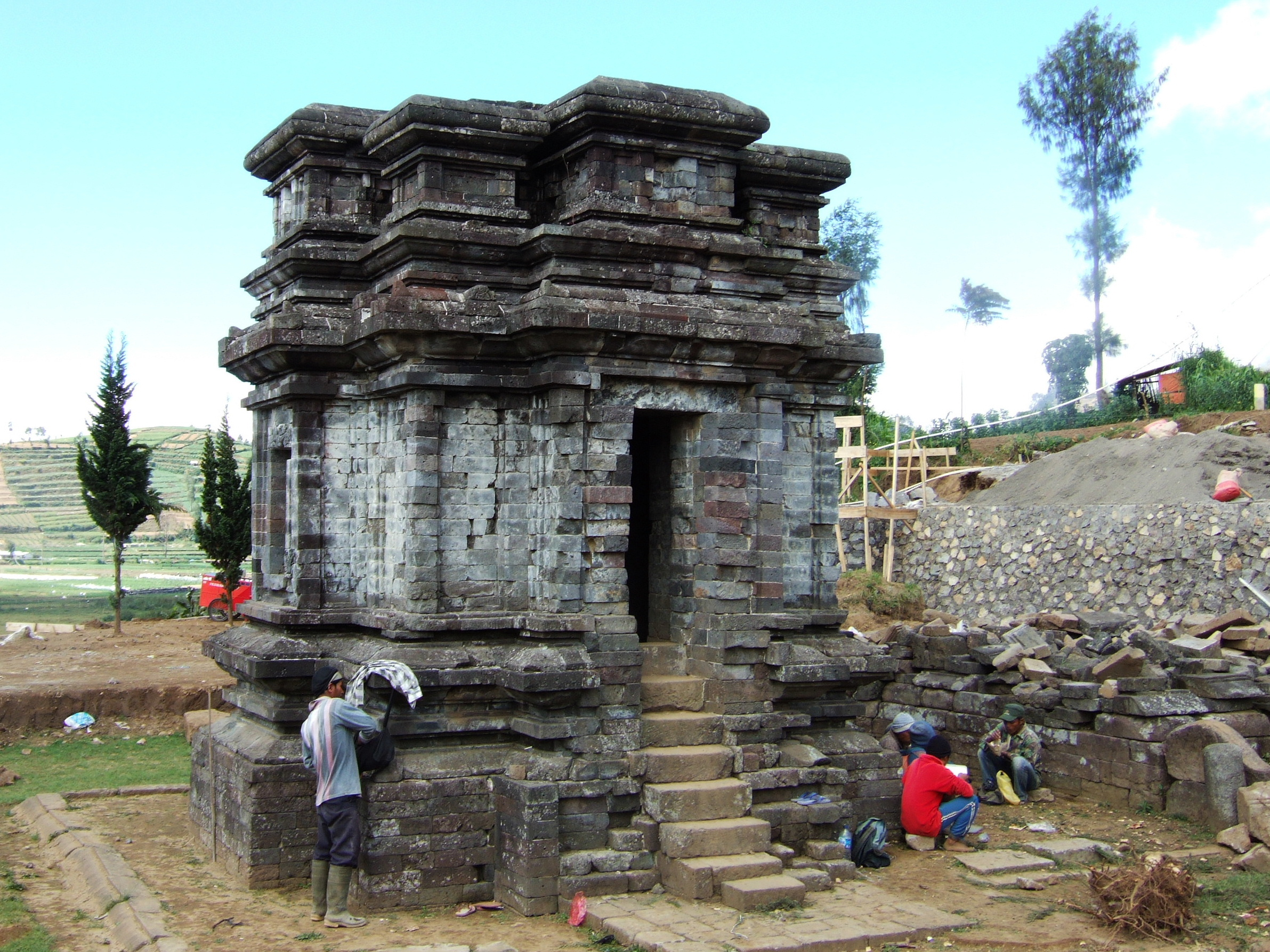
瓶首寺廟（位於印度尼西亞的中爪哇省）